# Geoffrey Household
Geoffrey Edward West Household (* 30. November 1900 in Bristol; † 4. Oktober 1988 in Banbury, England) war ein britischer Schriftsteller, bekannt durch den Verfolgungsroman Rogue Male (dt.: Einzelgänger, männlich).

## Leben
Geoffrey Household wuchs in Bristol auf und besuchte dort von 1914 bis 1919 das Clifton College. Anschließend studierte er am Magdalen College in Oxford und schloss dort 1922 mit einem Bachelor of Arts ab. Danach arbeitete er als Bankier in Rumänien und ab 1926 als Marketingmanager für Bananen in Spanien. 1929 siedelte er in die USA über und verfasste dort Hörspiele für Kinder. Von 1933 bis 1939 reiste er als Handelsvertreter für Druckfarben durch Europa und Südamerika. Während des Zweiten Weltkrieges war er für den britischen Geheimdienst in Rumänien und im Nahen Osten tätig. Nach 1945 lebte er als Autor in England. Er war zweimal verheiratet; aus seiner 1942 geschlossenen Ehe mit Ilona M.J. Zsoldos-Gutman gingen drei Kinder hervor.
Bekannt wurde er durch seinen Verfolgungsthriller und Spionageroman Rogue Male, der 1939 noch vor Kriegsbeginn veröffentlicht wurde. 1958 erschien seine Autobiografie Against the Wind. In seinen Romanen machte er sich seine Reiseerfahrungen zu Nutze.
1980 ehrte ihn die Schwedische Krimiakademie (Svenska Deckarakademin) gemeinsam mit dem amerikanischen Autor William Riley Burnett durch die Verleihung des Grand Master für sein bisheriges schriftstellerisches Lebenswerk.
Im Jahr 1982 wurde sein Werk Dance of the Dwarfs (auch als Easy Flyer) von dem Regisseur Gus Trikonis mit Peter Fonda und Deborah Raffin in den Hauptrollen verfilmt.

## Werke
- The Salvation of Pisco Gabar, 1936
- The Spanish Cave, 1936 (dt.: In der Höhle eingeschlossen. Boje, Stuttgart 1964)
- The Terror of Villadonga, 1936
- The Third Hour, 1937
- Rogue Male, 1939 (dt.: Der Gehetzte. Nest, Nürnberg 1950. Bekannterer Titel: Einzelgänger, männlich. Haffmans, Zürich 1989)
- Arabesque, 1948
- The High Place, 1950
- Rough Shoot, 1951
- A Time to Kill, 1951
- Tales of Adventurers, 1952
- The Exploits of Xenophon, 1955
- Fellow Passenger, 1955
- Against the Wind, 1958
- The Brides of Solomon: And Other Stories, 1958
- Watcher In The Shadows, 1960 (dt.: Augen im Dunkeln. Haffmans, Zürich 1999)
- Thing to Love, 1963
- Olura, 1965
- Prisoner of the Indies, 1967
- The Courtesy of Death, 1967
- Dance of the Dwarfs, 1968 (dt.: Geh nicht hinaus bei Nacht. Engelhorn, Stuttgart 1970)
- Doom's Caravan, 1971
- The Three Sentinels, 1972
- Red Anger, 1975
- Escape into Daylight, 1976
- Hostage London: The Diary of Julian Despard, 1977
- The Last Two Weeks of Georges Rivac, 1978
- The Europe That Was, 1979
- The Sending, 1980
- Summon the Bright Water, 1981
- Capricorn and Cancer, 1981
- Rogue Justice, 1982
- Arrows of Desire, 1985
- The Days of Your Fathers, 1987
- Face to the Sun, 1988